# Indywidualne Mistrzostwa Wielkiej Brytanii na Żużlu 1965
Indywidualne mistrzostwa Wielkiej Brytanii na żużlu – cykl turniejów żużlowych mających wyłonić najlepszych żużlowców brytyjskich w 1965 roku. Tytuł wywalczył Barry Briggs z Swindon Robins. 

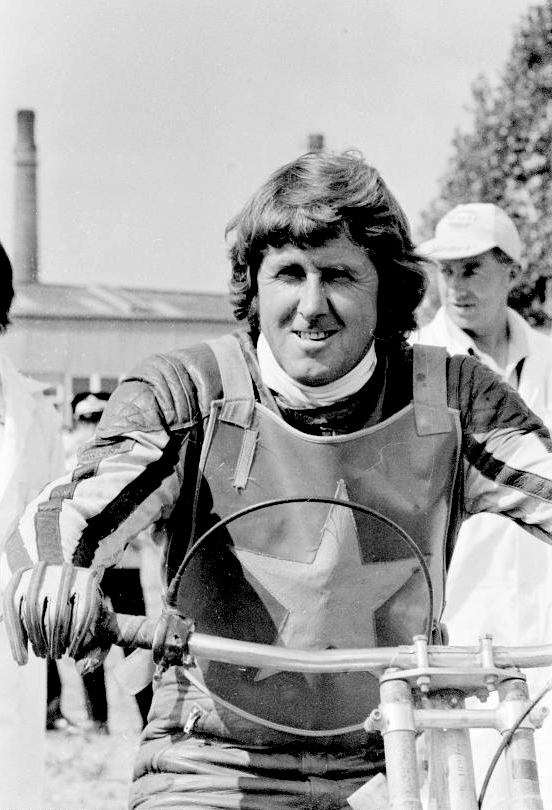
Barry Briggs - mistrz Wielkiej Brytanii 1965

## Wyniki

### Półfinał pierwszy
- 28 lipca 1965 r. (środa),  Poole

| Msc. | Zawodnik        | Klub                 | Pkt |  |  |
| ---- | --------------- | -------------------- | --- |  |  |
| 1    | Nigel Boocock   | Coventry Bees        | 13  |  |  |
| 2    | Barry Briggs    | Swindon Robins       | 11  |  |  |
| 3    | Jimmy Gooch     |                      | 11  |  |  |
| 4    | Ken McKinlay    | West Ham Hammers     | 11  |  |  |
| 5    | Ronnie Genz     |                      | 10  |  |  |
| 6    | Reg Luckhurst   |                      | 10  |  |  |
| 7    | Mike Broadbank  |                      | 10  |  |  |
| 8    | Gordon Guasco   |                      | 9   |  |  |
| 9    | Norman Hunter   | West Ham Hammers     | 9   |  |  |
| 10   | Geoff Mudge     |                      | 7   |  |  |
| 11   | Jack Kitchen    |                      | 6   |  |  |
| 12   | Jim Airey       | Wolverhampton Wolves | 6   |  |  |
| 13   | Colin Pratt     | Hackney Hawks        | 3   |  |  |
| 14   | Clive Featherby |                      | 2   |  |  |
| 15   | Bluey Scott     |                      | 1   |  |  |
| 16   | Gordon McGregor |                      | 1   |  |  |

Awans: 8 do Finału Brytyjskiego

### Półfinał drugi
- 30 lipca 1965 r. (piątek),  Glasgow

| Msc. | Zawodnik          | Klub                 | Pkt |  |  |
| ---- | ----------------- | -------------------- | --- |  |  |
| 1    | Charlie Monk      |                      | 14  |  |  |
| 2    | Trevor Hedge      | Wimbledon Dons       | 14  |  |  |
| 3    | Brian Brett       |                      | 13  |  |  |
| 4    | Ivan Mauger       | Newcastle Diamonds   | 11  |  |  |
| 5    | Colin Gooddy      |                      | 10  |  |  |
| 6    | Bill Andrew       |                      | 8   |  |  |
| 7    | Bob Andrews       | Wolverhampton Wolves | 8   |  |  |
| 8    | Peter Vandenberg  |                      | 8   |  |  |
| 9    | Cyril Maidment    |                      | 7   |  |  |
| 10   | Dave Younghusband | Halifax Dukes        | 7   |  |  |
| 11   | Roy Trigg         | Hackney Hawks        | 7   |  |  |
| 12   | Eric Boocock      | Halifax Dukes        | 4   |  |  |
| 13   | Jim Lightfoot     |                      | 3   |  |  |
| 14   | Alan Cowland      |                      | 3   |  |  |
| 15   | Rick France       |                      | 2   |  |  |
| 16   | Billy Bales       | Sheffield Tigers     | 0   |  |  |
|      | rez. Martin Ashby | Swindon Robins       | 0   |  |  |

Awans: 8 do Finału Brytyjskiego

### Finał
- 31 sierpnia 1965 r. (wtorek),  Londyn - West Ham

| Msc. | Zawodnik           | Klub                 | Pkt |  |  |
| ---- | ------------------ | -------------------- | --- |  |  |
| 1    | Barry Briggs       | Swindon Robins       | 13  |  |  |
| 2    | Nigel Boocock      | Coventry Bees        | 11  |  |  |
| 3    | Ken McKinlay       | West Ham Hammers     | 11  |  |  |
| 4    | Brian Brett        |                      | 10  |  |  |
| 5    | Reg Luckhurst      |                      | 10  |  |  |
| 6    | Jimmy Gooch        |                      | 10  |  |  |
| 7    | Mike Broadbank     |                      | 9   |  |  |
| 8    | Gordon Guasco      |                      | 9   |  |  |
| 9    | Charlie Monk       |                      | 8   |  |  |
| 10   | Trevor Hedge       | Wimbledon Dons       | 7   |  |  |
| 11   | Bob Andrews        | Wolverhampton Wolves | 5   |  |  |
| 12   | Ivan Mauger        | Newcastle Diamonds   | 5   |  |  |
| 13   | Colin Gooddy       |                      | 4   |  |  |
| 14   | Peter Vanderberg   | Australia            | 3   |  |  |
| 15   | Bill Andrew        |                      | 2   |  |  |
| 16   | Ronnie Genz        |                      | 1   |  |  |
|      | rez. Norman Hunter | West Ham Hammers     | 2   |  |  |